# Bölsåkra-Tranekärr naturreservat
Bölsåkra-Tranekärr är ett naturreservat beläget vid havet på norra sidan av Kullahalvön i Höganäs kommun i Skåne län.
Området är naturskyddat sedan 1985 och är 142 hektar stort. Det består av stenformationer, lövskogsdungar och åkermark. Dessutom av rester av öppen hed, och fälads- och hagmarker. Kustheden och fäladen är rester av betesallmänningen Kulla Fälad. Stranden är en så kallad klapperstrand.
Skåneleden passerar genom Bölsåkra-Tranekärr, från Svanshall i öster till Skäret och bjuder på fina utsikter över Skälderviken. Naturreservatet Nabben ligger utmed kusten omedelbart väster om Bölsåkra-Tranekärr och Naturum Kullaberg ligger en mil västerut. 

## Bilder

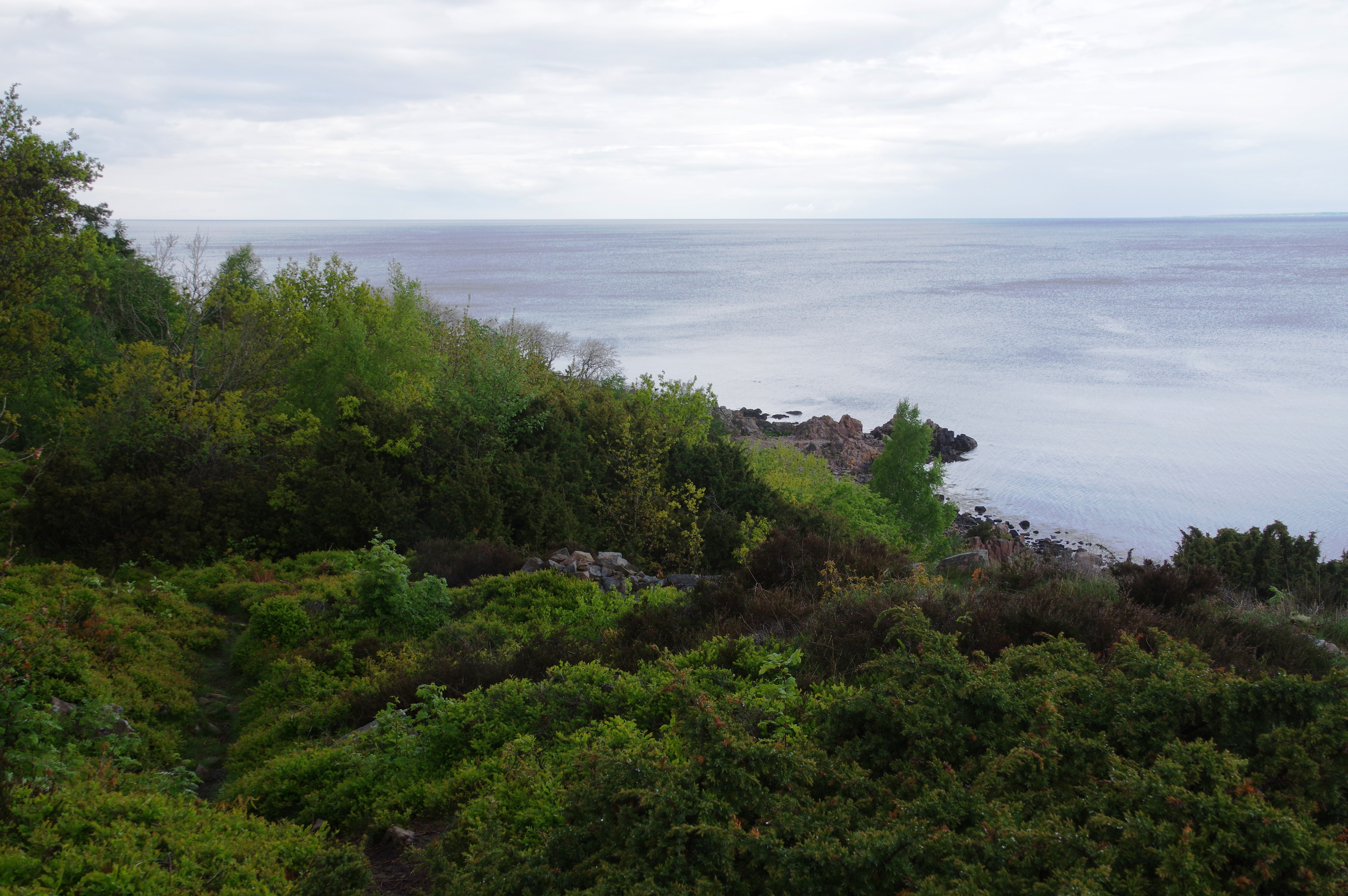
Utsikt mot Skälderviken
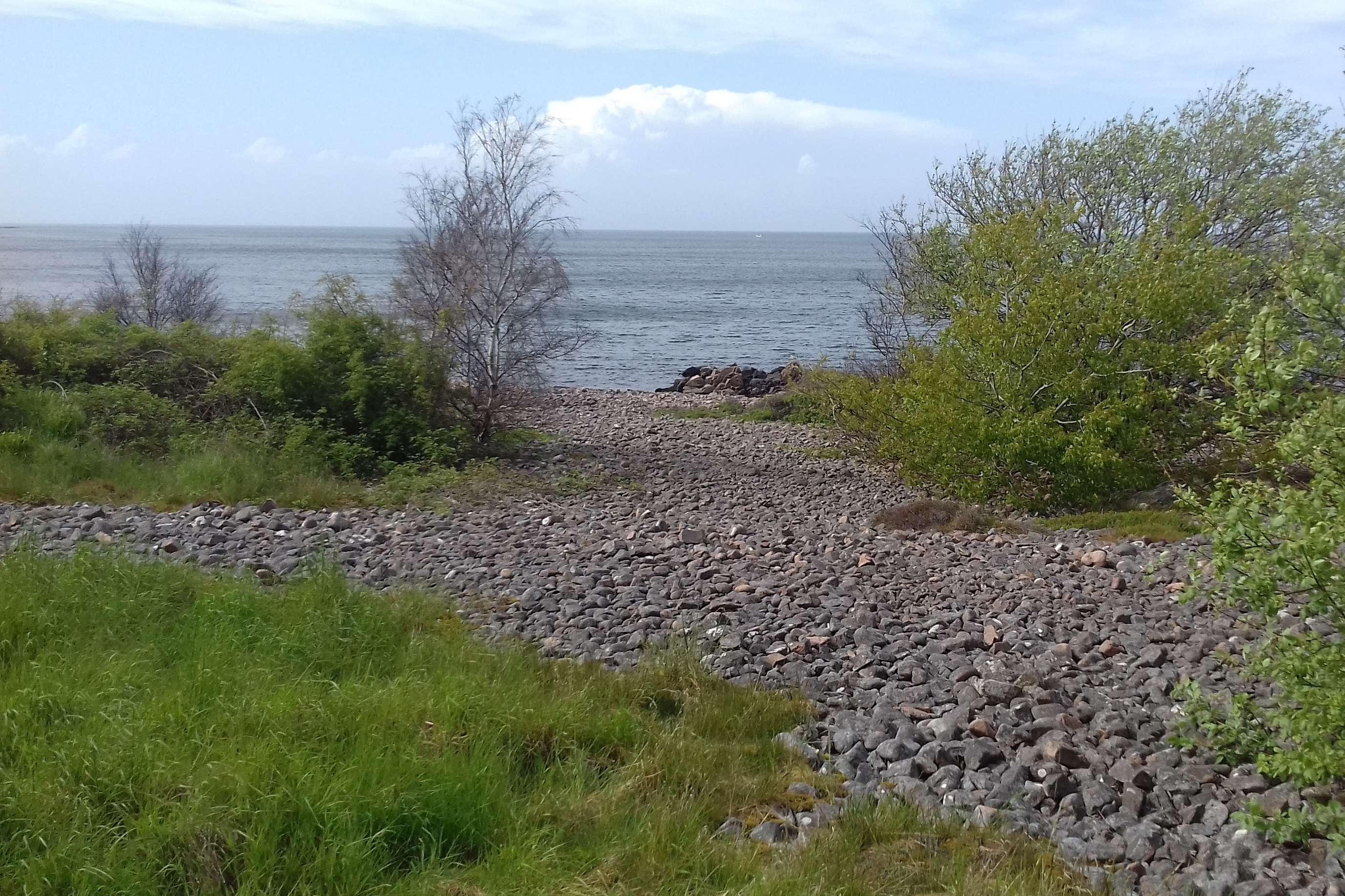
Klapperstrand
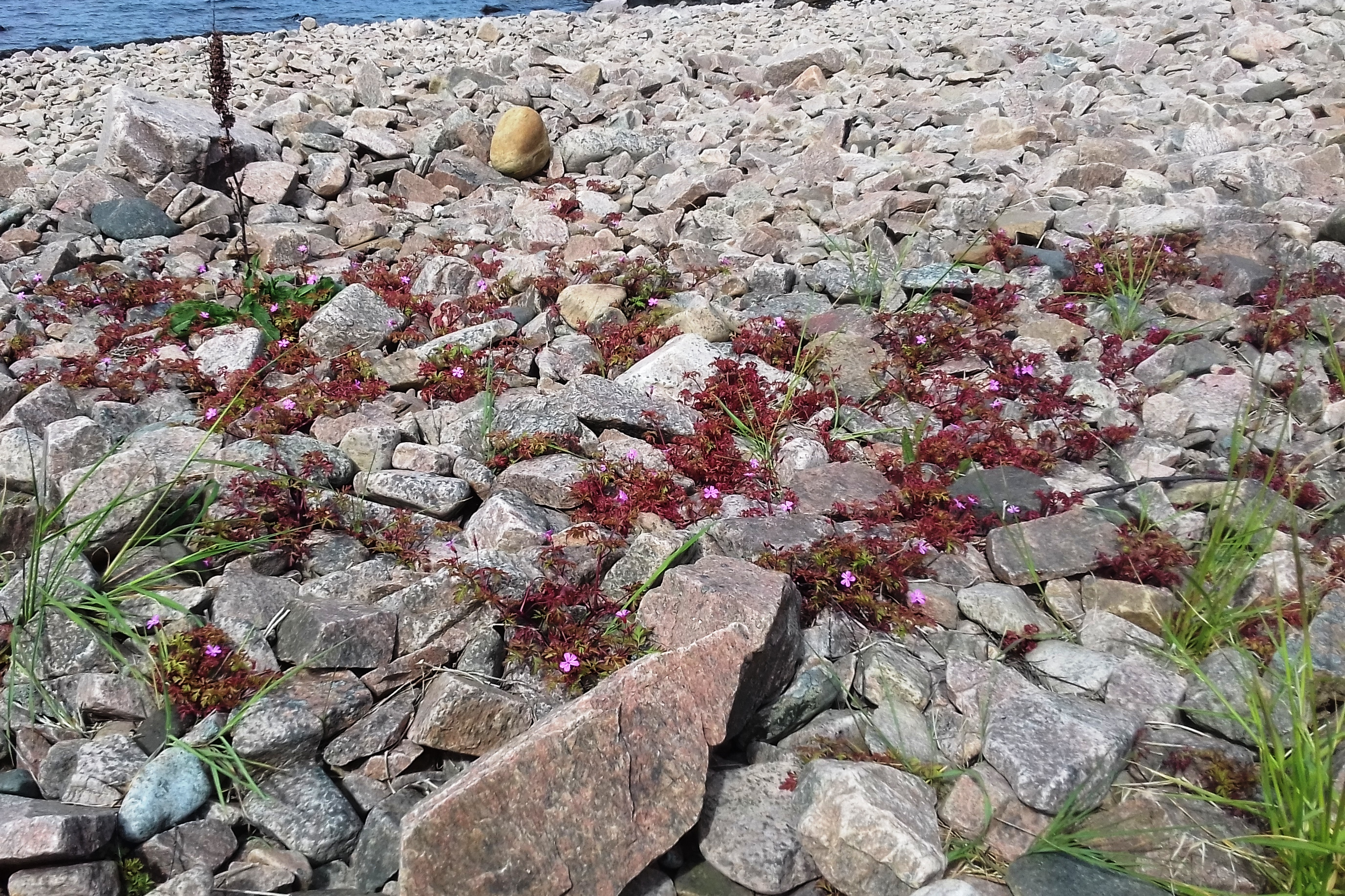
Närbild av strand
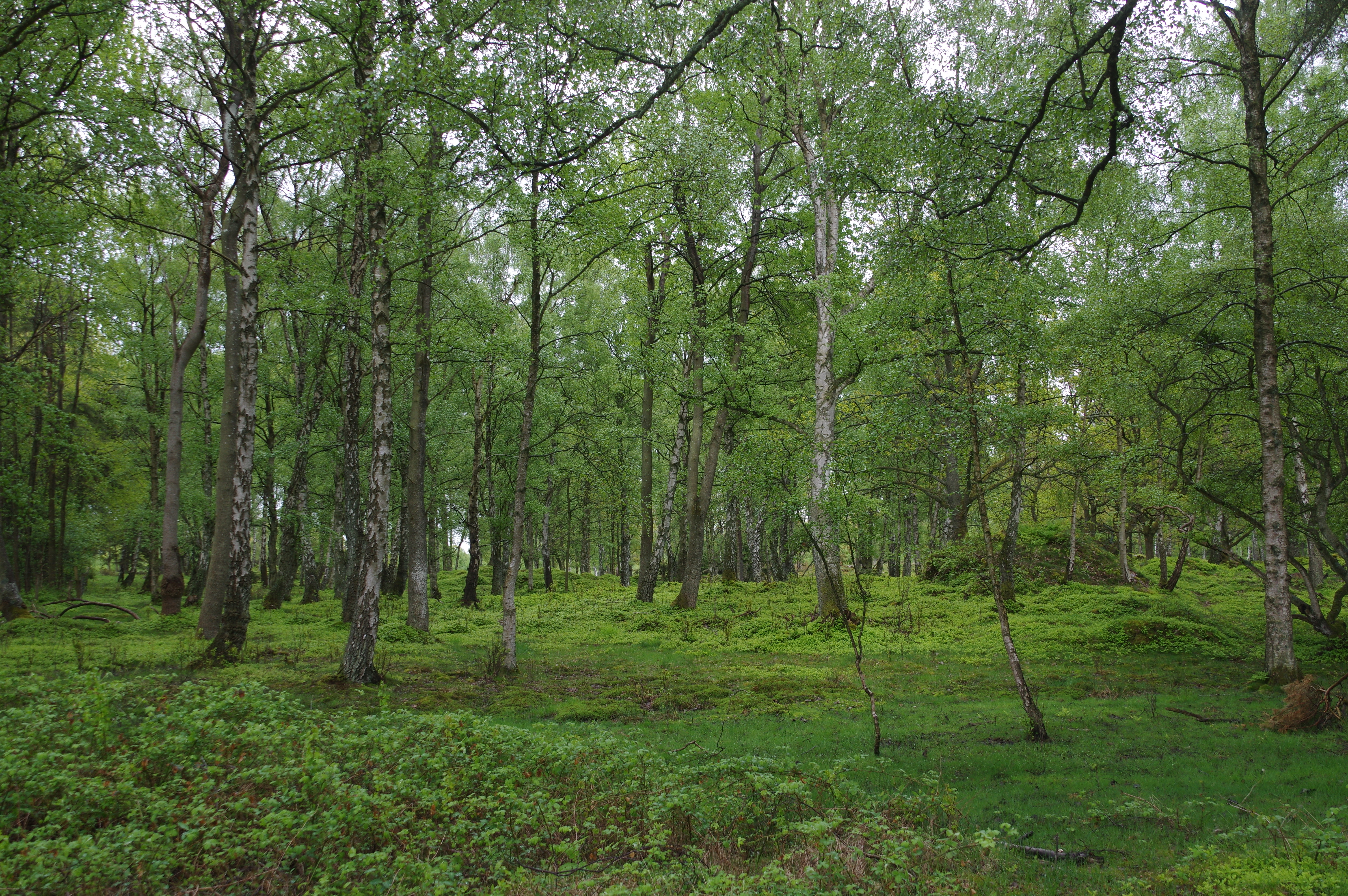
Lövskogsdunge
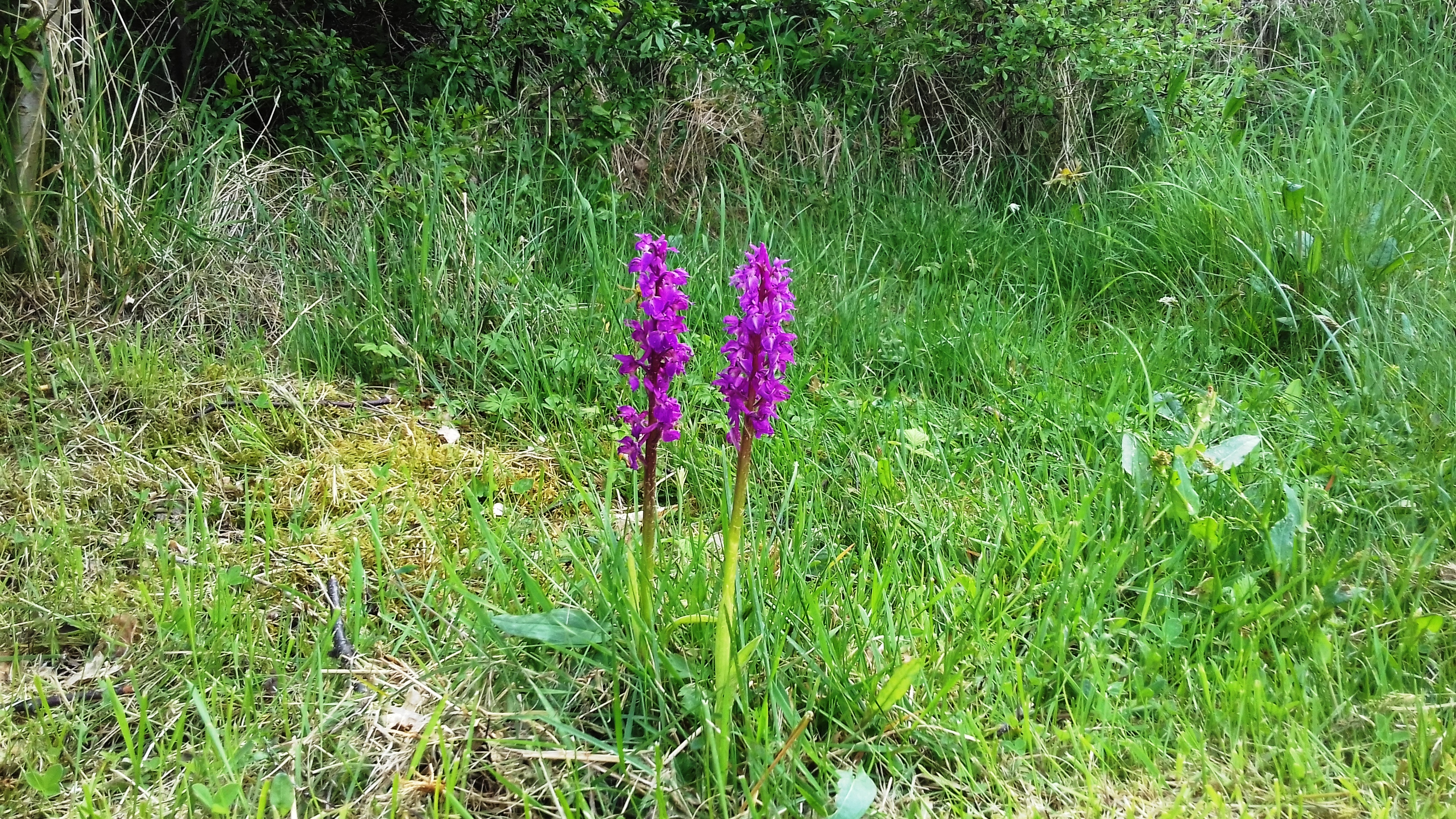
St Pers Nycklar
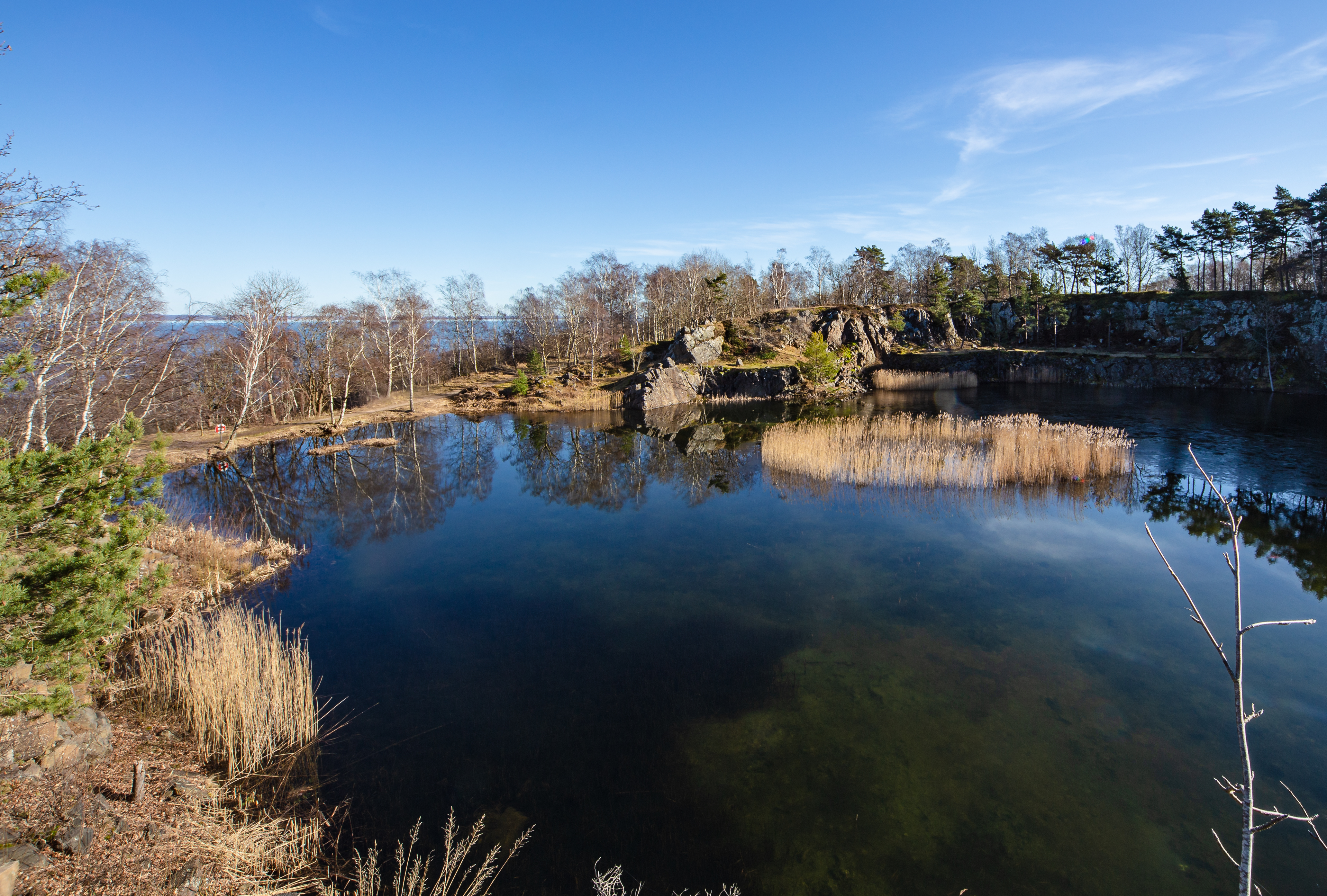
Svanshalls stenbrott